# Barichneumon tainanensis
Barichneumon tainanensis är en stekelart som beskrevs av Tohru Uchida 1932. Barichneumon tainanensis ingår i släktet Barichneumon och familjen brokparasitsteklar. Inga underarter finns listade.